# Theta
Theta (grčki srednji rod: Θήτα; veliko slovo Θ; malo slovo θ ili {\displaystyle \vartheta }) osmo je slovo grčkog alfabeta i ima brojčanu vrijednost 9. U starogrčkom se izgovaralo /t̪ʰ/, a u novogrčkome se naziva thíta i izgovara /θ/.

## Podrijetlo
Slovo tet iz feničkog pisma izvor je grčkoga slova theta.

## Šifra znaka
|                   | Veliko slovo Θ             | Malo slovo θ             | Malo slovo {\displaystyle \vartheta } (variacija*) |
| ----------------- | -------------------------- | ------------------------ | -------------------------------------------------- |
| unicode Codepoint | U+0398                     | U+03B8                   | U+03D1                                             |
| Unicode-Ime       | GREEK CAPITAL LETTER THETA | GREEK SMALL LETTER THETA | GREEK THETA SYMBOL                                 |
| HTML              | &#920;                     | &#952;                   | &#977;                                             |
| HTML-Identitet    | &Theta;                    | &theta;                  | ϑ                                                  |

* koristi se više na području književnosti